# Полесе (Поддембицький повіт)
Полесе (пол. Polesie) — село в Польщі, у гміні Вартковиці Поддембицького повіту Лодзинського воєводства.
Населення — 76 осіб (2011).
У 1975-1998 роках село належало до Серадзького воєводства.

## Демографія
Демографічна структура станом на 31 березня 2011 року:
|          | Загалом | Допрацездатний вік | Працездатний вік | Постпрацездатний вік |
| -------- | ------- | ------------------ | ---------------- | -------------------- |
| Чоловіки | 40      | 5                  | 31               | 4                    |
| Жінки    | 36      | 6                  | 19               | 11                   |
| Разом    | 76      | 11                 | 50               | 15                   |